# 2022年のカンボジア
本項では、2022年のカンボジアについて述べる。

## 要職者
| 画像 | 役職 | 名前               |
| ---- | ---- | ------------------ |
|      | 国王 | ノロドム・シハモニ |
|      | 首相 | フン・セン         |

## 出来事
- 通年 - COVID-19の流行（英語版）
- 1月14日 - カンボジア政府が医療従事者や政府閣僚などを含むハイリスクの人々に対する、COVID-19ワクチンの4回目の投与を開始した[1]。
- 2月23日 - 3歳以上の子どもに対するCOVID-19ワクチンの投与を開始し、5歳未満の子どもへのワクチン接種を初めて開始した国となった[2]。
- 6月8日 - 中国からの資金援助に基づく、リアム海軍基地（英語版）の拡張工事の着工式が開催された[3]。同基地は中国による軍事利用が懸念されている[3][4]。
- 6月14日 - カンボジアの裁判所がカンボジア系アメリカ人の弁護士テアリー・セング（英語版）を含む旧カンボジア救国党のメンバー60人に対し、反逆罪での有罪判決を下した[5]。
- 12月28日 - バンテイメンチェイ州ポイペトのカジノホテル（英語版）「グランド・ダイヤモンド・シティー・ホテル」で火災が発生し[6]、25人以上が死亡した[7]。

## 死去
- 1月初旬 - マガワ：アフリカオニネズミ[8]